# Beregi Ármin
Beregi Ármin (1896-ig: Berger Ármin) (Budapest, 1879. október 19. – Tel-Aviv, 1953. július 8.) cionista mérnök.

## Életpályája
A budapesti Műegyetemen végzett 1901-ben. 1910–1915 között elnöke volt a Magyar Cionista Szövetségnek. 1918-ban Friedrich István hadügyi államtitkár megbízásából zsidó karhatalmi századokat létesített, melyek elismerésre méltó szolgálatot teljesítettek az ország közrendjének helyreállításánál. 1921-ben egy évet töltött Palesztinában; e tanulmányútjáról sok előadást tartott és számos cikket írt a Zsidó Szemlébe és a Múlt és Jövőbe. 1935-től Palesztinában élt.

### Munkássága
Egyike volt a Makkabea cionista diákegyesület megalapítóinak. Vezetője a Budapesti Palesztina Hivatalnak, mely hivatal zsidó és kivándorlási ügyekben a brit konzulátusnak információs szerve.